# André Zysberg
André Zysberg, né le 6 août 1947 et mort le 8 décembre 2024 à Cherbourg, est un historien français, spécialiste de l'histoire maritime à l'époque moderne, professeur émérite d'histoire moderne à l'université de Caen.

## Biographie
André Zysberg meurt le 8 décembre 2024 à l’âge de 77 ans.

### Carrière
Après des études à l’université Paris-Sorbonne, André Zysberg est agrégé d'histoire et docteur d’État ès lettres de l’École des hautes études en sciences sociales. Le sujet de sa thèse porte sur « La société des galériens (1680-1748) ».
Spécialiste de l'emploi des nouvelles technologies de l'information en sciences humaines, il a été directeur de l'informatique à la Bibliothèque nationale de France de 1993 à 1996.
L'Académie des sciences morales et politiques lui décerne le prix Charles-Aubert d'histoire en 2003 pour l’ensemble de son œuvre.
Il a été professeur d'histoire dans un collège à Fréjus, dans un lycée parisien puis chercheur au CNRS. Il a été enseignant-chercheur en histoire moderne à l'université de Caen, où il animait un groupe de travail sur l'histoire maritime du XVIIe siècle au XVIIIe.

### Télévision
En 1987, André Zysberg est invité dans l'émission Apostrophes, diffusée le 20 septembre 1987 sur Antenne 2, pour parler de son livre sur les galériens. En 2017, il participe à l'émission diffusée le 20 juillet 2017 sur France 2, Secrets d'Histoire consacrée à Moulay Ismaïl, intitulée Moulay Ismaïl : le Roi-Soleil des mille et une nuits.

## Principales publications
- Les galériens : vies et destins de 60 000 forçats sur les galères de France 1680-1748, Paris, Seuil, coll. « L'univers historique », 1987, 432 p. (ISBN 978-2-02-009753-6, OCLC 230932901)
- Avec René Burlet, Gloire et misère des galères, coll. « Découvertes Gallimard / Histoire » (no 30), janvier 1988
- avec Hubert Lauvergne, Les Forçats - 1841, éditions Million Jérome, janvier 1992
- L'Essor des marines de guerres européennes - vers 1680-vers 1790, Sedes, octobre 1996
- avec Frédérique Joannic-Seta, Le bagne de Brest 1749-1800 : naissance d'une institution carcérale au siècle des Lumières, Presses universitaires de Rennes II, mai 2000
- avec René Burlet, Venise La Sérénissime et la mer, coll. « Découvertes Gallimard / Histoire » (no 396), juin 2000
- Marseille au temps des galères, Rivages, janvier 2001
- Nouvelle histoire de la France moderne. 5. La monarchie des Lumières 1715-1786, Paris, Seuil, coll. « Points. Histoire », 2002, 552 p. (ISBN 978-2-7578-6285-8, OCLC 952048830)
- Préface de Bagnards, Marion F. Godfroy, photographies de Stanislas Fautré, Chêne, septembre 2002
- avec Jacques-Guy Petit et Nicole Castan, Histoire des galères, bagnes et prisons en France - XIIIe – XIXe siècle : l'enfermement d'Ancien Régime, Privat, octobre 2002
- Depuis l'enfance, matelot : pêqueus et gens de la mé à la Hougue 1820-1870, Presses universitaires de Caen, mai 2005
- Préface de Salé et ses corsaires, 1666-1727 : un port de course marocain au XVIIe siècle, de Leila Maziane, éditions Caen [Mont-Saint-Aignan], Presses universitaires de Caen, Publications des universités de Rouen et du Havre, 2007
- Marseille au temps du Roi-Soleil : la ville, les galères, l'arsenal, Marseille, Jeanne Laffitte, 2007, 304 p. (ISBN 978-2-86276-409-2, OCLC 184822656, BNF 40011438)
- Préface de Kourou-1763 : le dernier rêve de l'Amérique française, de Marion F. Godfroy, Vendémiaire, septembre 2011
- Michel Vergé-Franceschi, André Zysberg et Marie-Christine Varachaud, Les Marins du Roi-Soleil, Perrin, 2023

## Décoration
- Chevalier de la Légion d'honneur